# Sumaho o otoshita dake nanoni: Toraware no satsujinki
Sumaho o otoshita dake nanoni: Toraware no satsujinki (スマホを落としただけなのに 囚われの殺人鬼?), noto anche con il titolo internazionale Stolen Identity 2, è un film del 2020 diretto da Hideo Nakata e tratto dal romanzo omonimo di Akira Shiga, seguito di Sumaho o otoshita dake nanoni (2018).

## Trama
L'investigatore Manabu Kagaya, dopo avere risolto il caso relativo ad Asami Inaba, viene a conoscenza dell'esistenza di M, criminale cibernetico che sembra avere dei legami con delle particolari morti.